# Xu Tianlongzi
Xu Tianlongzi, född 11 januari 1991 i Yantai, är en kinesisk simmare.
Hon blev olympisk bronsmedaljör på 4 × 100 meter medley vid sommarspelen 2008 i Peking.